# 29+1 -MISo-
『29+1 -MISo-』（ミソ）は、寺島惇太の1作目のミニアルバム。2019年3月27日にFEEL MEEから発売された。

## 概要
- 寺島惇太のアーティストデビュー作となるCD。自身が作詞、作曲を手掛けた楽曲も収録されている[4]。
- 初回限定盤は「道標」のPVとオフショットが収録されたDVD付き[5]。

## 収録曲
1. 道標 [3:33]
作詞：田中花乃、作曲：佐野宏晃、編曲：赤堀眞之
2. re-Play! [3:26]
作詞：山中真一、作曲・編曲：赤堀眞之
3. 幻日メモリー [4:06]
作詞・作曲：山中真一、編曲：赤堀眞之
4. actor(s) [5:35]
作詞・作曲：寺島惇太、編曲：赤堀眞之
5. RPG [4:53]
作詞：田中花乃，寺島惇太、作曲・編曲：赤堀眞之
6. Someday [3:38]
作詞：田中花乃、作曲：川道研二、編曲：赤堀眞之